# Mogliano Veneto
Mogliano Veneto (velenceiül Mojan) település Olaszországban, Veneto régióban, Treviso megyében. Lakosainak száma 27 722 fő (2023. január 1.). Mogliano Veneto Casale sul Sile, Marcon, Preganziol, Quarto d'Altino, Scorze, Velence és Zero Branco községekkel határos.

## Népesség
A település népességének változása:
| Lakosok száma | 27 851 | 27 852 | 27 722 |
|               | 2017   | 2018   | 2023   |